# SpaceX CRS-14
SpaceX CRS-14 (SpX-14) – czternasta bezzałogowa zaopatrzeniowa misja Międzynarodowej Stacji Kosmicznej (ISS) za pomocą statku Dragon Cargo w ramach programu Commercial Resupply Services. Start odbył się 2 kwietnia 2018. Został użyty 1. człon rakiety ze startu misji SpaceX CRS-12 i kapsuła z misji SpaceX CRS-8.

## Ładunek
Na stacje kosmiczną w kapsule wyniesiono m.in. MISSE-FF, RRM i TSIS. Całkowita masa ładunku bez samej kapsuły wynosi 2647 kg.

## Przebieg misji

### Start
2 kwietnia 2018 roku, o 20:30 czasu uniwersalnego rakieta Falcon 9 Block 4 wystartowała z platformy SLC-40, kosmodromu Cape Canaveral Air Force Station ze statkiem Dragon. 2 minuty i 45 sekund później, o 20:33 doszło do wyłączenia silników 1. członu rakiety. 3 sekundy później odseparowano 1. człon, a kolejne 7 sekund później uruchomiono silnik 2. członu. 1. człon ze względu na starą wersję i próbę nowego profilu wkraczania w atmosferę nie został odzyskany. 8 minut i 11 sekund później, o 20:38 silnik 2. członu został wyłączony, a minutę później, o 20:39 statek Dragon został odłączony od rakiety, a 57 sekund później, otworzono panele słoneczne.

### Dokowanie
2 kwietnia, o 22:50 na statku zostały uruchomione urządzenia nawigacyjne. 4 kwietnia o 10:40 statek Dragon został przechwycony przez ramię Candarm a 2 godziny i 20 minut później, o 13:00, przycumowany do modułu Harmony. Na stacji ma przebywać ok. 30 dni.

### Koniec misji
Wczesnym ranem w Europie, 5 maja statek Dragon został odłączony od modułu Harmonia, za pomocą ramienia mechanicznego Candarm. O 13:23 UTC statek został odłączony od ramienia. O 19:03 kapsuła pomyślnie wodowała w Oceanie Spokojnym.